# Graščina Selo
Graščina Selo (Sella) je dvorec, ki stoji na vzpetini v kraju Selo pri Radohovi vasi na Dolenjskem.
Dvorec je dal sredi 17. stoletja sezidati Janez Sigmund. Grad je leta 1728 prišel v last zdravnika Pavla Ignaca Ržena, kasnejši lastnik je bil Karl Avguštin Sebastijan baron Ruessenstein. Po njegovi smrti je postala lastnica njegova hči, Karolina baronica Egk. Leta 1773 je bil lastnik dvorca Jožef baron Zois, leta 1801 Jakob Wresitz, leta 1803 Valentin Pegam, v 19. stoletju pa so bili lastniki F. A. Mack, K. Kolman, A. Ahčin, A. Ahčin ml., grofica Lichtenberg, M. Dežman in drugi. Zadnji predvojni lastnik dvorca je bil Maks Sever, književnik in založnik. Dvorec je bil leta 2000 obnovljen in je danes v zasebnih rokah.
Valvazor je na enem od svojih bakrorezov grad upodobil kot stavbo s štirikapno streho, ki je imela na vogalih stopničaste pomole, nad vhodnimi vrati na pročelju pa balkon. V 19. stoletju je bil dvorec dozidan. Pred vhodom mu je bil prizidan klasicistični portik z železno ograjo, ki so ga podpirali štirje stebri.
Med drugo svetovno vojno je bil dvorec požgan, po vojni pa so ga obnovili. Med prvo obnovo so porušili renesančne vogalne stolpiče. Od prvotnih arhitekturnih elementov je ohranjen le baročni rustikalni portal z moško kamnito masko na temenu. Od dveh kamnitih levov pred vhodom je do danes ohranjen le eden.